# Mariano Lorente
Mariano Lorente (Aranjuez, 12 de gener de 1799 - Madrid, 16 de març de 1861) fou un metge i científic espanyol, membre de la Reial Acadèmia de Ciències Exactes, Físiques i Naturals.
Doctor en medicina i cirurgia, exercí com a vocal del Consell de Sanitat del Regne. Va pertànyer a diverses societats científiques i culturals, entre elles la Real Sociedad Económica Matritense de Amigos del País, de l'Acadèmia Quirúrgica de Madrid, de la Reial Acadèmia de Ciències i Arts de Barcelona i de l'Acadèmia d'Arqueologia de Bèlgica. Fou membre de l'Acadèmia de Ciències Naturals i e la seva successora, la Reial Acadèmia de Ciències Exactes, Físiques i Naturals, de la que en fou acadèmic fundador.